# Julio Suazo
Julio Humberto Suazo Martínez (n. Chillán, Región de Ñuble, Chile, 1 de marzo de 1954) es un exfutbolista chileno que jugaba en las posiciones de Defensa y mediocampista, militó en diversos clubes de Chile.  

## Trayectoria
Julio Suazo se inició en las divisiones inferiores de Unión Española en 1970, club en el que debuta como profesional el año 1972 y celebra su primer campeonato en la primera divión en 1973. En 1974 arriba a Magallanes cuadro con el cual más se le identifica en su carrera como futbolista profesional. En Magallanes formó parte del recordado equipo de 'Los Comandos' cuadro dirigido por el técnico Eugenio Jara que ganó la Liguilla Pre-Libertadores 1983 clasificando al club a la Copa Libertadores de América 1985.      
En 1985 parte a Cobresal donde permanece cuatro temporadas, participando en Copa Libertadores 1986 y logrando el título de la Copa Chile 1987 al superar en la final a Colo-Colo por 1-0 en el Estadio Regional de Antofagasta, en aquel equipo dirigido por Manuel Rodríguez Araneda destacaban entre otros Iván Zamorano, Sergio Salgado, Rubén Martínez y Nelson Pedetti.
En 1989 llega a Palestino en ese entonces en Primera B, con el club árabe logra el ascenso a la Primera División al obtener el subcampeonato de la Segunda División de Chile 1989, en el club tricolor permanece otras tres temporadas retirándose de la actividad en 1992.
Tras dejar el fútbol profesional se ha desempeñado como entrenador de divisiones inferiores en diversos clubes como Cobresal, Palestino y desde 2015 en Magallanes.

## Selección nacional
Vistió la camiseta de la Selección de fútbol de Chile en solo una ocasión el 9 de diciembre de 1987 ante la Selección de Brasil, partido amistoso disputado en la ciudad de Uberlândia que finalizó con la victoria de la verdeamarelha por 2–1.

### Partidos internacionales
| 1     | 9 de diciembre de 1987 | Estadio Municipal Parque do Sabiá, Uberlândia, Brasil | Brasil     | 2-1 | Chile |   |  | Manuel Rodríguez Araneda | Amistoso |
| Total | Total                  | Total                                                 | Presencias | 1   | Goles | 0 |  |                          |          |

| Selección chilena | Selección chilena | Selección chilena |
| Año               | Partidos          | Goles             |
| ----------------- | ----------------- | ----------------- |
| 1987              | 1                 | 0                 |
| Total             | 1                 | 0                 |

## Clubes

### Como jugador
| Club           | País  | Año       |
| -------------- | ----- | --------- |
| Unión Española | Chile | 1970-1974 |
| Magallanes     | Chile | 1974-1976 |
| Huachipato     | Chile | 1977-1978 |
| Magallanes     | Chile | 1979-1984 |
| Cobresal       | Chile | 1985-1988 |
| Palestino      | Chile | 1989-1992 |

### Como entrenador
| Club         | País  | Año  |
| ------------ | ----- | ---- |
| C. T. I.     | Chile | 1999 |
| Ñublense     | Chile | 2000 |
| AC Barnechea | Chile | 2008 |

## Palmarés

### Como entrenador

#### Campeonatos nacionales
| Título          | Club     | País  | Año  |
| --------------- | -------- | ----- | ---- |
| Cuarta División | C. T. I. | Chile | 1999 |